# Dohazování

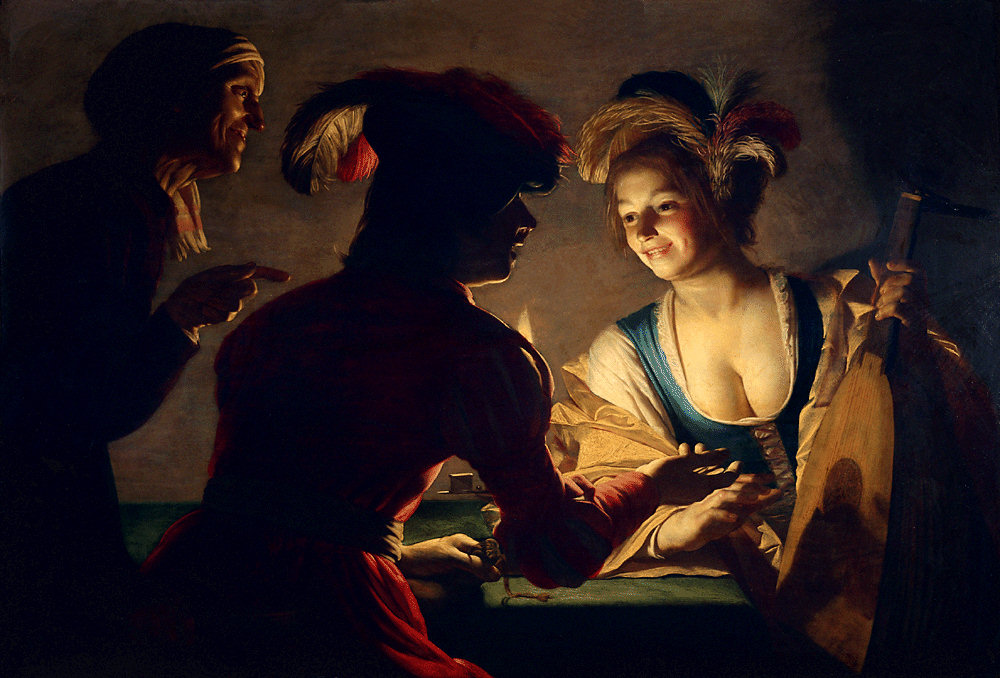
Obraz Dohazovačka od nizozemského malíře Gerarda van Honthorsta (1625)

Dohazování je proces spojování dvou nebo více lidí, obvykle za účelem sňatku, který sjednává tzv. sňatkový dohazovač či dohazovačka.
Až do 20. století byly sňatky domlouvané na základě společenských vazeb a vztahů, nikoli výhradně na základě osobní náklonnsti. Manželství bylo vnímáno jako instituce pro zajištění paternity a ekonomických a mocenských aliancí. Dohazovače využívali lidé žijící na venkově, kteří nebyli příliš mobilní a těžko sami získávali informace, kde je někdo volný k uzavření sňatku. Novodobými dohazovači jsou pracovníci seznamovacích agentur, které jsou vyhledávané lidmi, kteří nemají čas na seznamování nebo těžko pronikají do jiného společenského prostředí.
V některých kulturách byla nebo stále je role dohazovače téměř profesionalizovaná a často jí zastávaly či zastávají ženy. Například v ortodoxních židovských komunitách existuje systém dohazování zvaný šiduch, kde dohazovač (šadchan), často za poplatek, představuje nezadané Židy jiným, za účelem sňatku.
V Japonsku existuje tradiční zvyk dohazování za účelem sňatku zvaný omiai (お見合い). Dle výzkumu Národního ústavu pro výzkum populace a sociálního zabezpečení, bylo v roce 2005 odhadováno, že kolem 6,2% sňatků v Japonsku bylo domluveno přes omiai. Typickou zemí, kde většinu sňatků domlouvají rodiny za pomoci prostředníků je Indie.
Dohazování je i oblíbeným tématem pro televizní reality show jako The Bachelor, Love Island, Svatba na první pohled, Ideální pár a další.